# Bistum Wiawso (römisch-katholisch)
Das Bistum Wiawso (lat.: Dioecesis Viavsensis) ist eine in Ghana gelegene römisch-katholische Diözese mit Sitz in Wiawso.

## Geschichte
Das Bistum Wiawso wurde am 22. Dezember 1999 durch Papst Johannes Paul II. mit der Apostolischen Konstitution Ad efficacius aus Gebietsabtretungen des Bistums Sekondi-Takoradi errichtet und dem Erzbistum Cape Coast als Suffraganbistum unterstellt. Erster Bischof war bis Januar 2023 Joseph Kweku Essien.

## Bischöfe
- Joseph Kweku Essien, 1999–2023
- Samuel Nkuah-Boateng, seit 2023